# Exoneura tau
Exoneura tau là một loài Hymenoptera trong họ Apidae. Loài này được Cockerell mô tả khoa học năm 1905.

## Hình ảnh

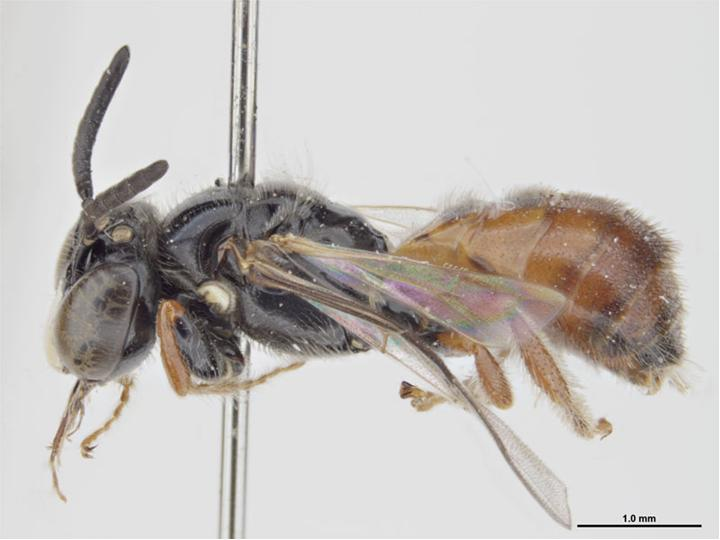